# 余坪镇
余坪镇，是中华人民共和国四川省眉山市洪雅县下辖的一个乡镇级行政单位。

## 行政区划
余坪镇下辖以下地区：
新安社区、胜利村、白果村、黄里村、安溪村、桐梓村、冠山村、白马村、天池村、金星村、大林村、龙凤村、大桥村、回龙村、春风村和福宝村。